# Lovecký zámeček Habsburků (Visla)
Lovecký zámeček Habsburků je historická dřevěná stavba z roku 1897 nacházející se ve Visle, v okrese Těšín ve Slezském vojvodství v jižním Polsku.
Zámeček byl postaven arcivévodou Bedřichem v roce 1897. V roce 1985 byl přemístěn z polany (paseky) Przysłop pod Beraní Horou (Barania Góra) do Visly. Dnes je sídlem oddílu PTTK Visla a informačního turistického střediska.
Stavba je v seznamu kulturních památek Polska pod číslem A-477/87 z 16. ledna 1987 a je součástí Stezky dřevěné architektury ve Slezském vojvodství.

## Historie
V Slezských Beskydech se nacházela polana Przysłop, která od začátku 19. století byla svědkem mnoha loveckých výprav. Na polaně původně stála myslivna a od roku 1855 malý domek pro myslivce. Výběr místa nebyl náhodný. V roce 1853 na jednom z honů ulovil vídeňský hrabě Braid dva tetřevy, kteří pocházeli ze zdejších lesů. Tato skutečnost zaujala arcivévodu Albrechta Fridricha, zaníceného myslivce, aby se v této části rozvíjel chov tetřevů.
Myslivna nepostačovala svojí kapacitou a tak v roce 1863 byla postavena nová myslivna (nejstarší dřevěná stavba ve Visle). Časté lovecké výpravy aristokracie urychlily rozhodnutí ke stavbě loveckého zámečku. Projekt vypracoval hlavní architekt stavebního úřadu Těšínské komory architekt Albin Teodor Prokop. Výstavba započala v roce 1897 a byla ukončena v roce 1898. Arcivévoda Bedřich Rakousko-Těšínský poprvé navštívil honitbu ve Visle v roce 1880. Na počest ukončení výstavby zámečku zorganizoval lov, na kterém jeho žena Isabela zastřelila 30 tetřevů. Lovecký zámeček navštěvovaly významné osoby např. rakouský císař Karel I. či německý císař Vilém II. s polním maršálem Paulem von Hindenburgem.
Arcivévoda Bedřich naposledy využil zámeček při jeho posledním lovu v roce 1916 (zastřelil dva tetřevy). V noci z 12. na 13. listopadu 1918 byl zámeček poškozen při plenění místním obyvatelstvem. V roce 1918 panství Habsburků přešlo pod státní správu. V roce 1923 vojvodský úřad v Katovicích předal lovecký zámeček Hornoslezskému oddílu Polského turisticko-vlastivědného spolku (PTTK), který po opravě v roce 1925 v něm otevřel turistickou ubytovnu. Ubytovna mohla ubytovat 64 osob, z toho 24 v hotelových podmínkách. V této době byly také vyznačeny turistické cesty na Beraní horu, na polaně vznikl skokanský můstek Ślązaczka na němž se od roku 1928 každoročně konaly skokanské závody.
V době druhé světové války německá lesní administrativa přidělila zámeček sportovnímu klubu Wintersportverein z Katovic. Po válce opět začal sloužit jako polská ubytovna (od roku 1946). Vzhledem k zvýšenému turistickému ruchu byl v 70. letech 20. století postavena PTTK nová turistická ubytovna. Lovecký zámeček byl opuštěn a pomalu začal chátrat. Od zničení jej zachránil spolek Towarzystwo Miłośników Wisły. V roce 1985 byl lovecký zámeček přenesen do Visly, kde od roku 1987 slouží jako sídlo viselského oddílu PTTK.

## Architektura
Lovecký zámeček je postaven v alpském stylu jako roubená stavba posazena na kamenné podezdívce se sklepními okny a krytá valbovou střechou. Patrová budova s charakteristickou otevřenou galerií v patře, která je po obvodu celého domu. Zámeček má bohatou řezbářskou výzdobu, která se projevuje na balustrádě (zábradlí) galerie, ozdobných sloupech, šambránách oken. Hlavní vchod je umístěn ve třetí okenní ose jihozápadní části, vedou k němu kamenné schody se zdobeným dřevěným zábradlím. V interiéru jsou zachovány prvotní umístění pokojů, pozoruhodné jsou dřevěné stropy.

## Galerie

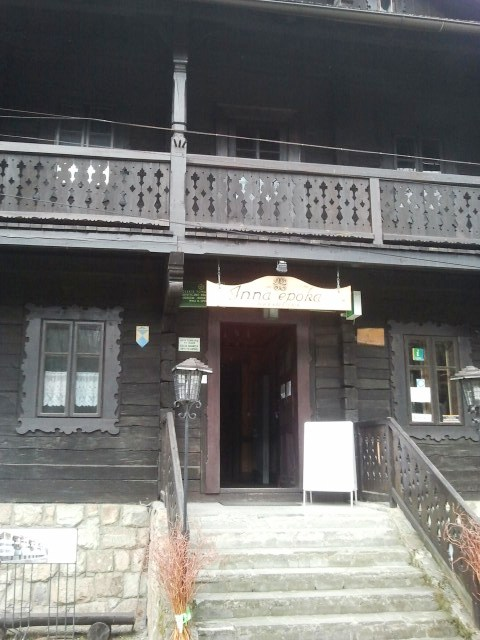
Hlavní vchod
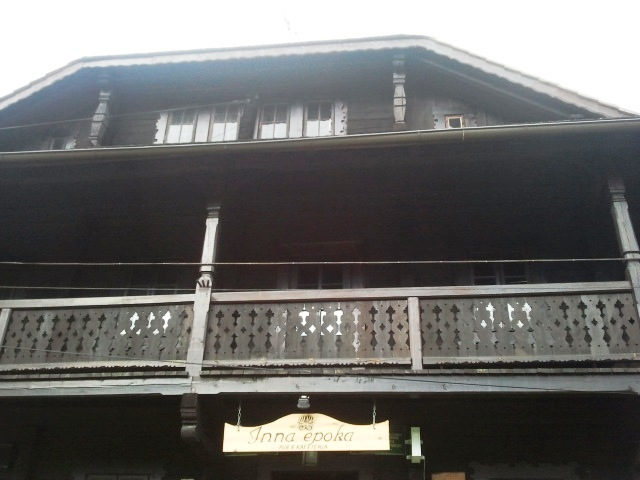
Balustráda
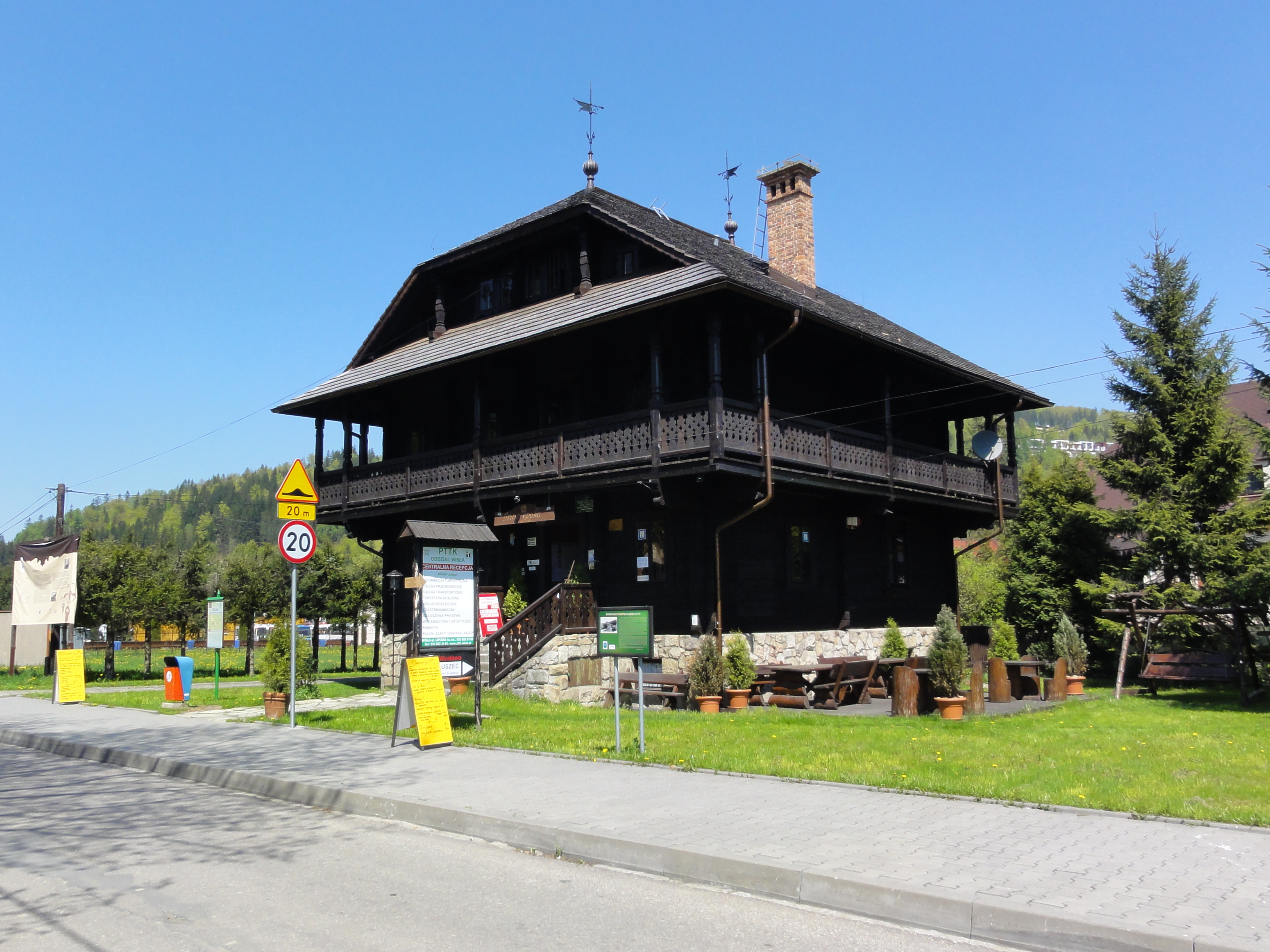
Lovecký zámeček